# ریحانه آزاد
ریحانه آزاد (زاده ۱۳۶۱ ولسوالی شهرستان ولایت دایکندی) سیاستمدار افغانستان و نماینده مردم اروزگان در دوره شانزدهم پارلمان افغانستان و عضو شورای عالی جنبش روشنایی می‌باشد.

## زندگی‌نامه
ریحانه آزاد فرزند اسحاق، متولد ۱۳۶۱ از ولسوالی شهرستان ولایت دایکندی می‌باشد. دوره لیسه(دبیرستان) خود را در لیسه شهید بلخی ولسوالی شهرستان ولایت دایکندی و تحصیلات دانشگاهی خود را در رشته علوم سیاسی و روابط بین‌المللی در دانشگاه کاتب به پایان رسانید.

## انتخابات مجلس نمایندگان ۱۳۹۷
ریحانه آزاد در انتخابات مجلس ۱۳۹۷ خود را از طرف مردم دایکندی نماینده حضور در مجلس هفدهم کرد.

## دیگر فعالیت‌ها
- کارمند یوناما
- رئیس شورای زنان
- سوپروایزر مؤسسه CCA
- عضو کمیته رسیدگی برای زنان
- عضو شورای ولایتی